# Чън Ибин
Чен Йибинг (на китайски: 陈一冰, роден на 19 декември 1984 г. в Тиендзин) е китайски гимнастик.
Той е 4-кратен световен шампион по халки. Член е на китайския отбор, който спечелва златен медал на Световните първенства по спортна гимнастика през 2006, 2007, 2010 и 2011 г. (няма отбор през 2005 и 2009 г.) и на Азиатските игри през 2006 и 2010 г.
От световния си дебют през 2006 г. на Световното първенство е почти без конкуренти на своите състезания в стил обръчи, с изключение на Ян Мингюнг през 2009 и 2012 г., на олимпийските игри. Става световен шампион по халки през 2006, 2007, 2010 и 2011 г.
Китайският старши треньор по гимнастика Хуан Юбин поставя под въпрос позицията на Чен на Летните олимпийски игри през 2012 г., тъй като „грозното поведение на съдиите ще поболи китайския гимнастик, както и ще унижи този спорт“ According to Xinhua News, Huang also called the night a „dark night in the history of gymnastics“. H.
Чен участва също в Олимпиадата в Пекин през 2008 г. като член на мъжкия отбор и спечелва златен медал. Понастоящем е капитан на мъжкия китайски гимнастически отбор и има 8 световни признания, както и 3 олимпийски златни медали.
Той е студент в пекински университет.